# Artedi park
Artedi park är en småpark på mindre än en hektar som ligger i centrala Uppsala längs med Fyrisån.
Parken namngavs år 2006 efter Peter Artedi, en av Carl von Linnés allra närmaste vänner från studietiden. Artedis gärning hade fallit i glömska, och Uppsala kommun ville genom namngivningen lyfta fram honom.
Den gränsar till S:t Olofsgatan, Orphei Drängars plats och KFUM-borgen. Området var tidigare en parkeringsplats, men är nu en av Uppsalas minsta parker. Där finns planteringar med blommor, en gräsmatta och genomkorsande gångvägar. 
I parkens  centrum finns en friskulptur i brons, ODjuret, av Katarina Sundkvist Zohari. Namnet syftar på musikkonstens gud Orfeus och på kören Orphei Drängar, som har sin hemvist i KFUM-borgen.

## Bilder

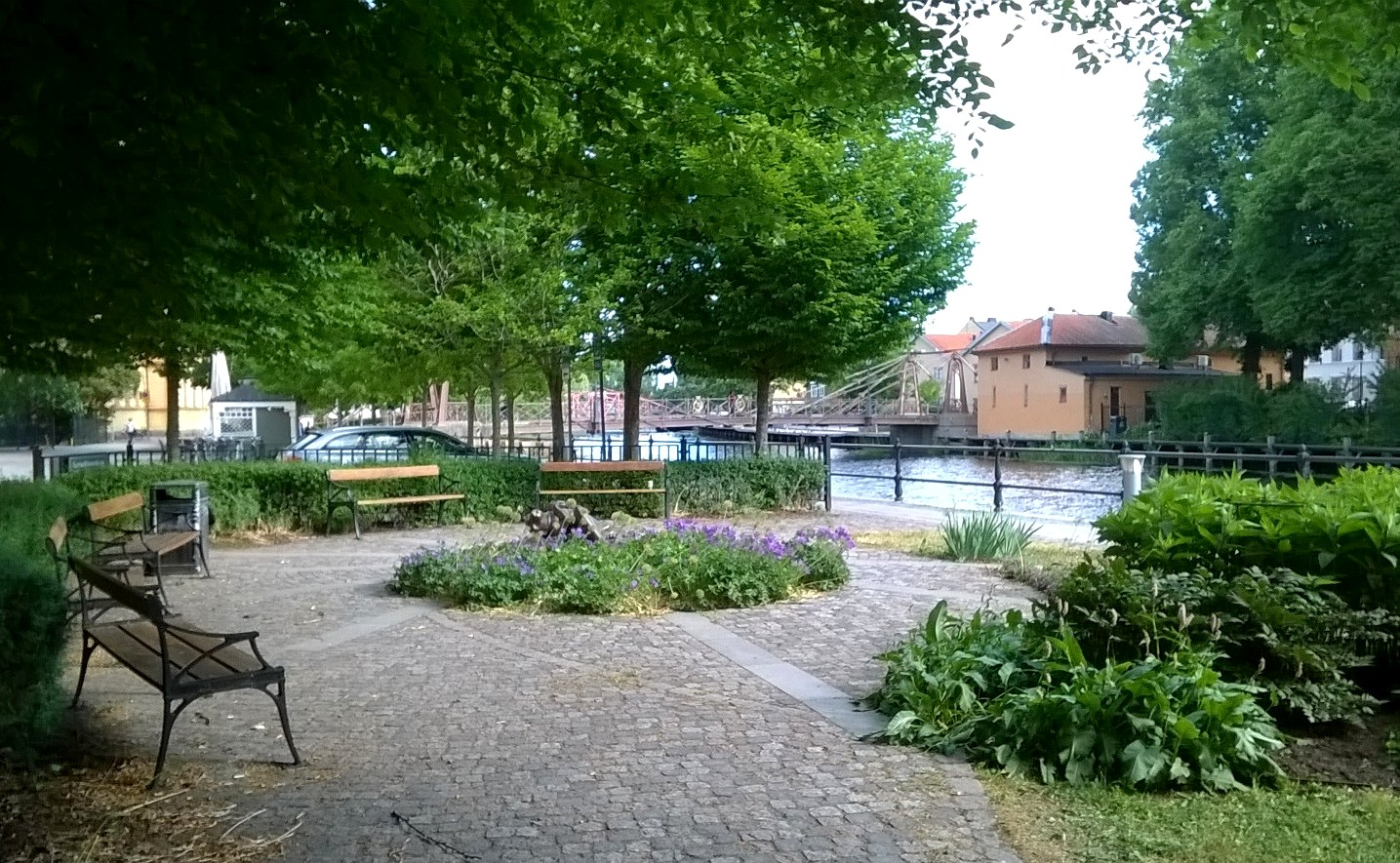
Artedi park med Järnbron i bakgrunden.
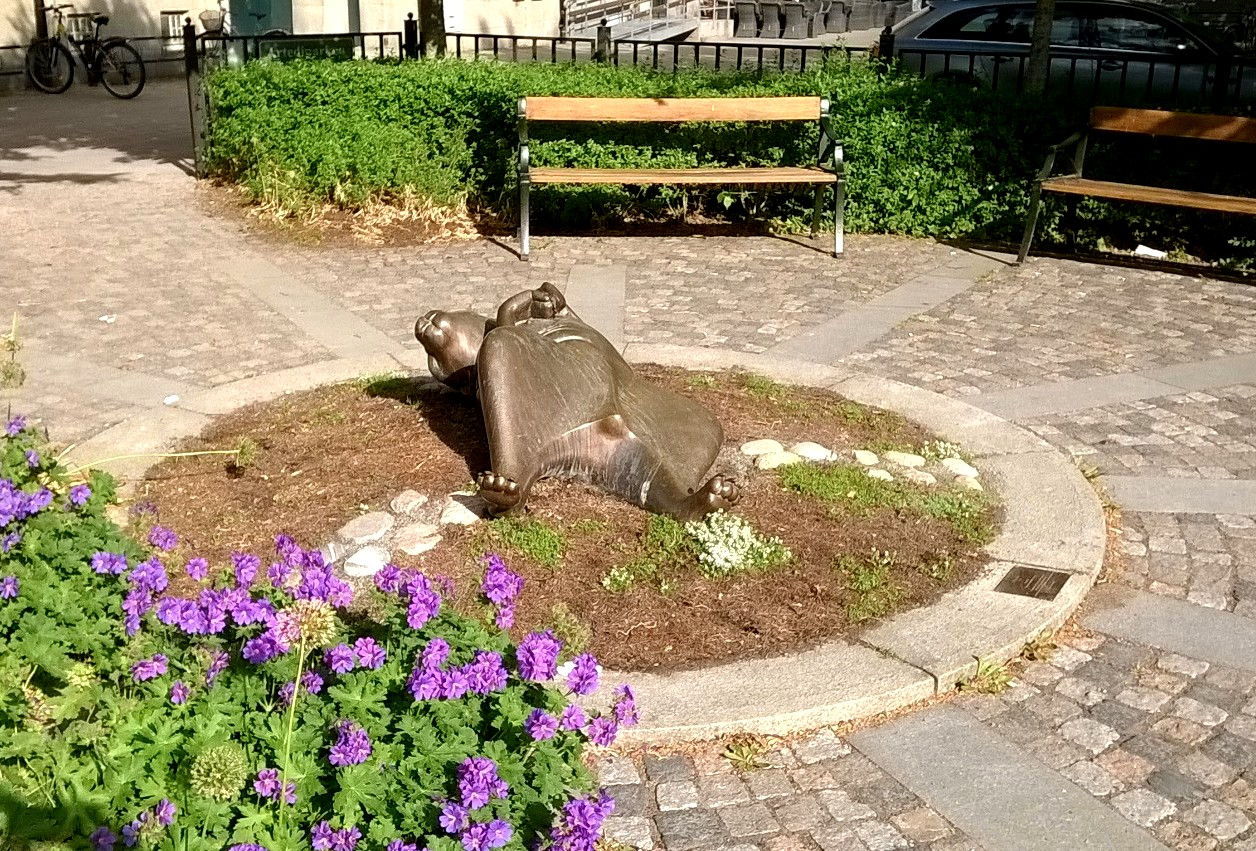
Bronsskulpturen ODjuret.